# Universitat de Fort Hare
La Universitat de Fort Hare és una universitat pública situada a Alice, Sud-àfrica. Fou una institució clau en l'educació superior d'africans negres des de 1916 fins a 1959. Oferia una educació acadèmicament excel·lent, en un estil occidental, als estudiants de tota l'Àfrica subsahariana, donant peu a la creació d'una elit negra. Els alumnes de Fort Hare alumnes formaren part de molts moviments independentistes i posteriors governs dels països africans recentment independitzats.
El 1959, la universitat va ser subsumida per l'apartheid, però ara forma part del sistema d'educació sud-africà post-apartheid. El campus principal de la universitat es troba a la vora del riu Tyhume al seu pas per la ciutat d'Alice (o Dikeni, en xosa). És a la província de Cap Oriental, a uns 50 km a l'oest de King Williams Town (o eQonce), en una regió que durant un temps va ser coneguda com el bantustan "independent" de Ciskei. El 2008, al campus d'Alice, hi havia prop de 5500 estudiants. Un segon campus a la capital de Cap Oriental, Bhisho, va ser construït el 1990 i alberga uns pocs centenars d'estudiants, mentre que el campus d'East London, adquirit a través de la incorporació de l'any 2004, té 3.300 alumnes.

## El fort
Originalment, Fort Hare fou una fortificació britànica durant les guerres entre britànics i xoses al segle xix. Algunes de les ruïnes de la fortalesa són encara visibles avui dia. L'activitat missionera (Lovedale) va dur a la creació d'una escola per a missioners de la que a principis del segle xx va donar lloc a la universitat. D'acord amb els principis cristians, les taxes són mínimes i fortament subsidiades. Diverses beques estigueren disponibles per a estudiants indigents.

## La universitat
Fort Hare és una de les universitats més antigues del sud d'Àfrica, i va ser la primera institució d'educació terciària d'estil occidental de tot el continent d'estar obert a estudiants no blancs. S'ha de tenir en compte que les madrasses africanes han estat ensenyant l'Islam i altres temes, a nivell acadèmic, a totes les races des del segle ix. Un notable nombre d'estudiants han assistit a Fort Hare, incloent alguns que van ser expulsats per les protestes durant el període de govern de la minoria blanca i, per tant, no es van poder graduar.

## Activitat anti-apartheid
En els anys de lluita hi va haver molta activitat anti-apartheid, incloent el Moviment de Consciència Negre de Steve Biko. Pocs estudiants esdevingueren políticament actius i es van oposar a les autoritats de l'apartheid, que va comptar amb el suport incondicional de les autoritats de Fort Hare des de la reconversió en una universitat l'any 1972.

## Pla Estràtegic UFH 2000
El Pla Estràtegic UFH 2000 fou un programa dissenyat pel professor Swartz. El pla estava destinat a abordar la situació financera de les universitats, així com els seus estàndards de qualitat acadèmica. El gruix de les universitats es va reduir i, en conseqüència, es van mantenir cinc facultats:
- Educació
- Ciències i Agricultura
- Ciències socials i Humanitats
- Gestió i Comerç
- Dret

Reduint encara més el gruix, es van fundar catorze instituts per a tractar temes específics, com ara la Càtedra UNESCO Oliver Tambo de Drets Humans. Gràcies a la seva ubicació, els instituts estan ben comunicats amb les zones rurals pobres i, per tant, dediquen l'atenció en la millora de la qualitat de vida i el creixement econòmic (i en especial la creació d'ocupació sostenible). Entre els programes d'extensió, el Centre d'Excel·lència Telkom manté un "laboratori vivent" de quatre escoles a Dwesa, a la Costa Salvatge, que han introduït laboratoris de computació i accés a Internet a zones que fins a l'any 2005 ni tan sols tenien electricitat. Els projectes a Dwesa centren l'atenció en la recerca de tècniques d'Informació i Comunicació per al Desenvolupament (ICD).

## Alumnes destacats
| - ZK Mathews (professor universitari sud-africà) - Archibald Campbell Jordan (novel·lista sud-africà) - Govan Mbeki (polític sud-africà) - Yusuf Lule (President d'Uganda) - Cedric Phatudi (Ministre en Cap de Lebowa) - Kaiser Matanzima (President de Transkei) - Oliver Tambo (polític sud-africà) - Joshua Nkomo (polític zimbabuès) - Nelson Mandela (President de Sud-àfrica) - Lionel Ngakane (director de cinema sud-africà) - Seretse Khama (President de Botswana) - Julius Nyerere (President de Tanzània) - Herbert Chitepo (polític zimbabuès) - Robert Sobukwe (polític sud-africà) - Robert Mugabe (President de Zimbabwe) - Kenneth Kaunda (President de Zàmbia) - Allan Hendrickse (professor, capellà i polític sud-africà) | - Mangosuthu Buthelezi (polític sud-africà, líder de KwaZulu) - Desmond Tutu (arquebisbe sud-africà, capellà de Fort Hare el 1960) - Frank Mdlalose (Premier de KwaZulu-Natal) - Ivy Matsepe-Casaburri (Ministre de Comunicacions sud-africà) - Manto Tshabalala-Msimang (Ministre de Sanitat sud-africà) - Chris Hani (polític sud-africà) - Wiseman Nkuhlu (assessor econòmic sud-africà) - Makhenkesi Arnold Stofile (Ministre d'Esports sud-africà) - Sam Nolutshungu (acadèmic sud-africà) - Barney Pityana (advocat i teòleg sud-africà) - Bulelani Ngcuka (advocat i polític sud-africà) - Loyiso Nongxa (rector de la Universitat de la Witwatersrand) - Joseph Diescho (novel·lista namibi) - John Hlophe (jutge i president del Tribunal Superior del Cap Occidental) - Tiyo Soga (rector de la Universitat de Sud-àfrica) - K. Mokhele (científic) - Don Ncube (empresari) |